# Вольная Степь (Новосанжарский район)

Вольная Степь (укр. Вільний Степ) — село,
Крутобалковский сельский совет,
Новосанжарский район,
Полтавская область,
Украина.
Код КОАТУУ — 5323481802. Население по переписи 2001 года составляло 187 человек.

## Географическое положение
Село Вольная Степь находится недалеко от истоков реки Кустолово,
в 1,5 км от сёла Крутая Балка.

## История
- 1939 — дата основания.